# Beleg van Vredenburg
Het Beleg van Vredenburg was tijdens de Tachtigjarige Oorlog een belegering van Kasteel Vredenburg in Utrecht vanaf 21 december 1576, door burgers onder leiding van Gilles van Berlaymont (heer van Hierges) en Maximiliaan van Hénin-Liétard (graaf van Boussu). Op 11 februari 1577 werden voorwaarden tot overgave opgesteld en gaf de bezetting, muitende Spaanse soldaten onder leiding van Francesco Fernando d'Avila, het kasteel over. Op een initiatief van Trijn van Leemput werd vervolgens het kasteel gesloopt.

## Achtergrond
Het kasteel is in de jaren vanaf 1529 gebouwd en zou zijn naam eraan ontlenen dat het de "Utrechtse burgers in vreedzaamheid onder zijn juk zou houden". Het kasteel werd gebouwd met onder meer stenen van het slot Vredelant (Vreeland). Op de poort van 't kasteel stond uitgehouwen in gouden letters: Arx dicor pacis a quinto condita Carlo Grata bonis Statio, sed ferra virga malignis. (Ik word Vredenburg genoemd; ik ben door keizer Karel V, gebouwd; voor de goeden een goede wachter, maar voor de kwaadaardigen een ijzeren roede.) Op het kasteel lag een bezetting van honderdtwintig soldaten met hun vrouwen en kinderen onder leiding van Franciscus d'Avila.
In Utrecht was men nog een lange tijd Spaansgezind geweest. Toen men in 1573 het nieuws vernam over het beleg van Haarlem, verbrandden burgers een stropop die Willem van Oranje moest voorstellen. Op 21 augustus 1569 werden in Utrecht tien vendels soldaten ingekwartierd die daar nog 3 jaar zouden blijven. Deze soldaten moesten door de stad worden onderhouden, hetgeen een zeer zware last was voor burgers, omdat deze in de huizen van burgers gingen wonen en zich regelmatig misdroegen. Nadat het beleg van Alkmaar en het beleg van Leiden (1573-1574) waren uitgelopen op Spaanse nederlagen, keerden muitende Spanjaarden uit Holland terug naar Utrecht en probeerden op 17 december 1574 om de stad te bestormen, maar zij werden teruggeslagen; de Utrechtse burgerij was daarom sindsdien extra op haar hoede.

## Aanloop
Vanaf de dood van Requesens in maart 1576 sloegen steeds meer soldaten in Spaanse dienst aan het muiten en plunderden daarbij ook koningsgetrouwe streken en steden; dit fenomeen staat bekend als de Spaanse Furie. Toen er een groep muitende Spaanse soldaten voor Utrecht was verschenen hield het Spaanse vendel de kasteelpoort gesloten. Om toestanden te voorkomen zoals in Antwerpen werden deze gevreesde muiters weggejaagd. De muiters probeerden later nog de stad binnen te vallen en de Catharijnepoort in brand te steken, maar werden door de burgers geweerd, waarbij honderdtwintig muiters werden gedood. Nadien waren ze naar Brabant getrokken waar ze zich aansloten bij muiters van het Beleg van Zierikzee (1575-1576), wat na de Plundering van Aalst (25 juli 1576) tot de Spaanse Furie in Antwerpen (4–7 november 1576) leidde. De muiterijen waren ook een groot probleem voor het Spaanse leger zelf; veel gehoorzame troepen moesten worden ingezet om de muiters tegen te houden, straffen en terug in het gareel te brengen. Daartoe werd op 24 augustus 1576 het Beleg van Woerden al grotendeels opgebroken. Gilles van Berlaymont, heer van Hierges en sinds 1574 de Spaansgezinde stadhouder van Holland, Zeeland en Utrecht als plaatsvervanger van de in oktober 1573 door de rebellen gevangengenomen stadhouder Boussu, besloot op 12 september 1576 om drie vendelen Duitse soldaten (afkomstig uit het leger bij Woerden) in Utrecht te legeren. Veel burgers wantrouwden deze soldaten en waren bang dat zij de Spaanse muiters uit de omgeving binnen zouden laten; men vreesde een herhaling van muiterplunderijen elders en de muiterbestorming van december 1574. Er bestond ook al enkele jaren een burgerwacht van acht vendelen die de stad, de geestelijkheid en ridderschap zelf betaalden, dus velen vonden een vreemde bezetting niet nodig.
In september 1576 had het Utrechtse stadsbestuur al geschreven aan de Staten van Holland en Zeeland dat zij van de Spaanse bezetting in de stad af wilde. De Spanjaarden op het kasteel, die hiervan op de hoogte waren, deden op 21 september een uitval in de stad en staken enkele huizen in brand. Enkele burgers kwamen daarbij om het leven. In de nacht schoten ze vanuit het kasteel op de stad. Burgers wisten met hulp van de drie aanwezige vendels Duitse soldaten de Spanjaarden weer terug te jagen op het kasteel. Men was meteen daarna begonnen met de aanleg van verschansingen, het doorbreken van tussenmuren van de huizen in de omgeving van het kasteel. Geschut werd geplaatst op hoge katten, op torens van omliggende kerken en op de stadskastelen Oudaen en Fresenburch. Verder werd buskruit verzameld, kortom het beleg was begonnen. Dezelfde dag werd via Amersfoort een verzoek naar Arnhem gezonden om buskruit ten behoeve van het beleg.
Nadat de Pacificatie van Gent (8 november 1576) was gesloten, weigerden de Spaanse troepen in de Vredenburg nog steeds zonder toestemming van Don Juan uit Utrecht te vertrekken. Hierges was ondertussen vanwege de Spaanse Furie op 15 oktober 1576 naar Staatse zijde overgelopen en op 19 oktober schreef hij een brief aan zijn voorganger Boussu om hem over te halen hetzelfde te doen. Op 27 november 1576 werd Boussu naar Willem van Oranje te Middelburg gebracht; tijdens het gesprek liet Boussu zich ook overtuigen om zich bij de Staatsen aan te sluiten. In januari tekende Boussu de Unie van Brussel en daarna ging hij terug naar Utrecht om samen met Hierges de Spaanse bezetting uit de Vredenburg te krijgen.
In februari 1577 werd de stedelijke belasting op koren, zout, vee en andere voorwerpen met de helft verhoogd. Met de opbrengsten daarvan zou men de kosten kunnen voldoen in het beleg van het kasteel Vredenburg en het opbouwen van verschillende sterkten op de stadswal. Ook de geestelijkheid moest de belasting betalen, waarvan zij voorheen vrijstelling had genoten.

## Beleg
Burgers wierpen een hoge schans in de buurt van het Elizabethgasthuis op, die hoger was dan de kasteelmuren. Hierdoor konden ze vrij eenvoudig in het kasteel schieten met hun kanonnen. De brug die het kasteel met de stadsbuitengracht verbond wisten ze ook stuk te schieten, daarmee zaten de Spaanse soldaten opgesloten.
De Utrechtse burgers schoten op 22 januari 1577 de achterpoort van het kasteel in stukken en hadden ter plaatse de gracht kunnen dempen. Op 8 februari begonnen de Spanjaarden te onderhandelen, op het moment dat de burgers gereed waren om een bres te gaan schieten. Op 9 februari werd een akkoord gesloten met de Graaf van Boussu. Op 11 februari trokken 150 Spanjaarden (vrouwen en kinderen niet meegerekend) uit het kasteel met stille trom en opgerolde vaandels. Nadat de magistraat de sleutels had ontvangen trokken de burgers dezelfde dag het kasteel binnen met vliegende vaandels, onder leiding van Hopman Kessel. De Spanjaarden werden tot aan het kartuizerklooster Nieuwlicht in de stadsvrijheid begeleid. Vandaar trokken zij op bevel van Don Juan (samen met de Spaanse bezettingen van Culemborg en Vianen) via Breda naar Antwerpen. Het kasteel werd meteen door Utrechtse burgers bezet. De burgers moesten zich alleen nog van de Duitse soldaten zien te ontdoen. Die wilden wel vertrekken, mits zij voor hun diensten betaald zouden worden. Er werd zilverwerk van de bisschop "geleend" en voor twintigduizend gulden verpand. Boussu durfde de Duitsers niet te ontslaan zonder toestemming van Don Juan. De Duitsers bleven tot 27 april binnen de stad en waren een grote last voor de burgers. Op die dag kwamen de burgers in opstand en namen hun oversten Tambergen en Vinckeburg gevangen. De soldaten werden de stad uitgejaagd. De soldaten raakten verspreid over het Sticht, totdat Boussu in de maand juni hun overste in vrijheid liet stellen.

## Nasleep

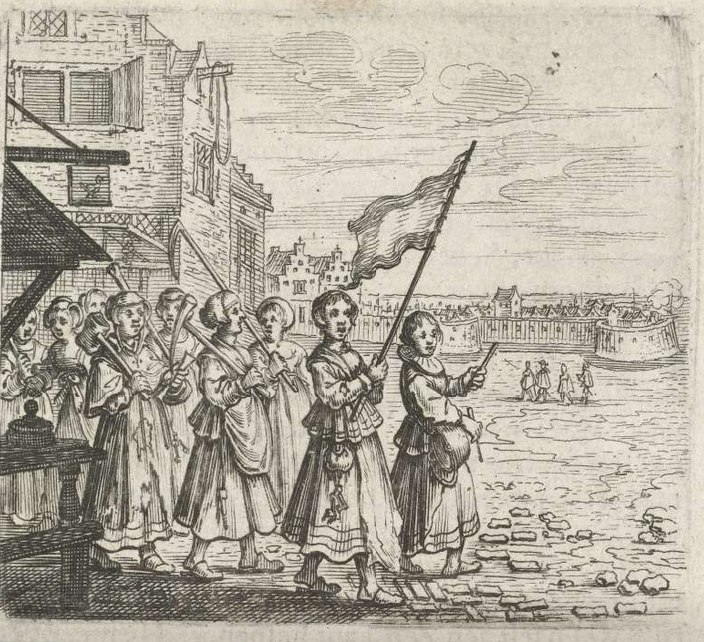
Trijn van Leemput op weg naar het kasteel
(collectie: Rijksmuseum Amsterdam)

Veel burgers waren bang dat de Vredenburg opnieuw zou kunnen worden bezet door vreemde troepen om de stad te bedreigen en wilden het daarom afbreken. De Staten van Utrecht waren echter nog koningsgezind en wilden niet zonder toestemming van Filips II het kasteel slopen. Op de avond van 2 mei 1577 begonnen de burgers daarom maar zelf met de sloop van het kasteel. De rol van ene Trijn van Leemput (ook wel Catharina Bergers) was daarbij opmerkelijk. Toen de Spanjaarden nog buiten de stad waren ontstond gemor onder de burgers, ze vreesden voor de mogelijkheid dat het weer opnieuw bezet zou worden met vreemde troepen. De volgende overlevering is hiervan bekend. Jan Jakobs van Leemput, schepen en hopman van de burgers was laat thuisgekomen van de raadsvergadering. Trijn had gevraagd waarom hij zo laat was. Jan Jakobs had geantwoord dat men had besproken hoe van het kasteel af te komen. Maar dat er geen oplossing was, men was tegen allerlei bezwaren aangelopen. Trijn zei tegen Jan Jakobs, laat mij maar begaan, ik zal het wel aan kant helpen. Jan Jakobs vroeg haar zich niet te bemoeien met het afbreken van het kasteel van de koning. Maar zij zocht desondanks meteen wat vrienden en bekenden op, droeg een blauw schort als vaandel, gewapend met een houweel trokken zij naar het kasteel. Daar aangekomen vroeg zij zich af, hoe nu te beginnen. Ze brak alleen de eerste stenen af, het volk zag dat en schoot haar te hulp. En zo werd het kasteel waar de burgers zo onder te lijden hadden gehad door de kloekmoedigheid van een vrouw tot de grond toe afgebroken en gesloopt.
Op de poort brachten de burgers een nieuwe tekst aan: Hactenus art Pacis dicta es sed nomine fals, Fosthac diceris, pyrgia dissidii. (Tot nog toe hebt gij de naam van Vredenburg gevoerd, maar het was uw valse naam: Na deze tijd zult gij de twistige vuurbaak genoemd worden.) De Staten van Utrecht hebben nog geprobeerd de sloop te verhinderen, maar dit bleek tevergeefs. Uiteindelijk deelden zij de Staten Generaal mede dat het kasteel tijdens het beleg zoveel schade had opgelopen dat het te veel geld zou kosten het te herbouwen. Op 18 augustus gaven de Staten Generaal toestemming voor de sloop waarna op 28 augustus de sloop werd hervat. De Franciscanen wilden Don Juan niet afzweren en verlieten allemaal de stad.
In oktober 1577 sloot de stad Utrecht een satisfactie met Oranje, waarbij hij het stadhouderschap kreeg aangeboden in ruil voor bescherming en op voorwaarde dat hij het katholicisme zou handhaven. Van dat laatste zou weinig terecht komen doordat de toestand in de Nederlanden zich drastisch veranderde. Op 23 januari 1579 zou de Unie van Utrecht (1579) worden gesloten. Het duurde tot 1581 voordat het kasteel grotendeels gesloopt was. Met het puin werd de slotgracht gedempt, het westelijke deel met de torens bleef gespaard, omdat dat deel uitmaakte van de stadsmuur. In 1581 werden op verzoek van burgers verschillende kloosters en gestichten afgebroken, kerken werden opnieuw ontdaan van beelden.